# Tours de Rome
Les tours de Rome (en italien : « torri di Roma ») sont des constructions anciennes emblématiques de l'époque médiévale de la ville de Rome. Elles sont caractéristiques de la puissance et de la domination de plusieurs familles nobles, en particulier dans la période entre 900 et 1300. À l'époque on en comptait plus de 300, ce qui valait à la cité de surnom de « Roma turrita ».
La plupart des tours ont été endommagées ou détruites en raison de tremblements de terre, d'autres incorporées dans des palais Renaissance ou plus récents; la plupart d'entre elles, cependant, ont été démolies à la demande du sénateur Brancaleone degli Andalò (1258). Actuellement, il reste au total environ 50 tours, réparties entre le centre historique et l'Agro Romano.

## Liste
| Tour des Anguillara                                                      |                                                                  |
| Tour des Annibaldi                                                       |                                                                  |
| Tour Augusta                                                             |                                                                  |
| Tour Boacciana                                                           |                                                                  |
| Tor de' Schiavi                                                          |                                                                  |
| Tour des Borgia                                                          |                                                                  |
| Tour Caetani                                                             |                                                                  |
| Tours du Capitole                                                        | - Tour de la Patarina - Tour de Martin V - Tour de Boniface VIII |
| Tour des Capocci                                                         |                                                                  |
| Tour des Capocci et tour des Graziani                                    |                                                                  |
| Tour de Centocelle                                                       |                                                                  |
| Tour Colonna                                                             |                                                                  |
| Tour des Conti                                                           |                                                                  |
| Tour des Crescenzi                                                       |                                                                  |
| Tour de Jules II                                                         |                                                                  |
| Tour des Grassi                                                          |                                                                  |
| Tour del Grillo                                                          |                                                                  |
| Tour Marancia                                                            |                                                                  |
| Tour des Margani                                                         |                                                                  |
| Tour des Mellini                                                         |                                                                  |
| Tour des Milices                                                         |                                                                  |
| Tour de la Moletta                                                       |                                                                  |
| Tour de l'Horloge                                                        |                                                                  |
| Tour du Pagliaccetto (Fiumicino)                                         |                                                                  |
| Tour du palais des Assurances générales                                  |                                                                  |
| Tour du palais des Pénitenciers                                          |                                                                  |
| Tour du palais de Venise                                                 |                                                                  |
| Torre del Papito                                                         |                                                                  |
| Tours et maisons des Pierleoni au Théâtre de Marcellus                   |                                                                  |
| Tour du Quadraro                                                         |                                                                  |
| Tour Sanguigna                                                           |                                                                  |
| Tour San Michele                                                         |                                                                  |
| Tour de Santa Balbina                                                    |                                                                  |
| Tour des Santi Quattro Coronati                                          |                                                                  |
| Torre della Scimmia                                                      |                                                                  |
| Tour de Paul III                                                         |                                                                  |
| Tours du Vatican                                                         |                                                                  |
| Maison-tour de San Paolo                                                 |                                                                  |
| Tour Pignattara                                                          |                                                                  |
| Tor Tre Teste                                                            |                                                                  |
| Tour Salaria                                                             |                                                                  |
| Tour des Cornacchie                                                      |                                                                  |
| Tour-campanile de San Francesco di Paola                                 |                                                                  |
| Tour des Vents (ou Tour Gregoriana), à l'intérieur de la Cité du Vatican |                                                                  |